# اولوف فان در مولن
اولوف فان در مولن (انگلیسی: Olof van der Meulen؛ زادهٔ ۸ نوامبر ۱۹۶۸) بازیکن والیبال اهل هلند بود.